# Maher Zdiri
Maher Zdiri (Tunisi, 5 settembre 1970) è un ex calciatore tunisino, di ruolo centrocampista.

## Carriera

### Club
Ha sempre giocato nel campionato tunisino.

### Nazionale
Con la maglia della Nazionale ha collezionato 10 presenze.